# Qiukou (köpinghuvudort i Kina, Jiangxi Sheng, lat 29,35, long 117,90)
Qiukou är en köpinghuvudort i Kina. Den ligger i provinsen Jiangxi, i den sydöstra delen av landet, omkring 210 kilometer öster om provinshuvudstaden Nanchang. Antalet invånare är 20 899. Befolkningen består av 10 159 kvinnor och 10 740 män. Barn under 15 år utgör 20,0 %, vuxna 15-64 år 70 %, och äldre över 65 år 8,0 %.
Runt Qiukou är det ganska tätbefolkat, med 144 invånare per kvadratkilometer. Närmaste större samhälle är Jiangwan, 14,5 km öster om Qiukou. I omgivningarna runt Qiukou växer i huvudsak blandskog.
Genomsnittlig årsnederbörd är 2 672 millimeter. Den regnigaste månaden är juni, med i genomsnitt 444 mm nederbörd, och den torraste är oktober, med 51 mm nederbörd.